# Charles Tucker III
Charles Tucker III, más conocido como Trip, es un personaje ficticio del universo de Star Trek que aparece principalmente en la serie Star Trek: Enterprise interpretado por Connor Trinneer. Es el jefe de ingeniería de la nave estelar Enterprise (NX-01).

## Biografía
Tucker conoce a Jonathan Archer aproximadamente una década antes del comienzo de la serie, cuando ambos trabajaban juntos en un prototipo de nave con factor de curvatura 2, a partir del motor de curvatura diseñado por el padre de Archer, Henry Archer. Tienen una estrecha relación de amistad desde entonces.
A pesar de tener grandes conocimientos de ingeniería y ser capaz de arreglar cualquier motor de curvatura que se ha encontrado hasta el momento, tiene reputación de ser un poco imprudente, mucho según la subcomandante T'Pol, por lo que discuten muy a menudo.
En la tercera temporada, la relación con T'Pol varía considerablemente gracias a las sesiones de neuropresión vulcana para ayudarlo a dormir, ya que sufre de insomnio desde la muerte de su hermana Elizabeth, acaecida durante un ataque a la Tierra en el que perecieron más de 7 millones de personas.
Muere en el último episodio de la cuarta temporada.

### Nombre
Su nombre es Charles Tucker III, el III se debe a que es la tercera generación seguida que se llama Charles; no obstante, fuera del contexto oficial, sus amigos le dicen siempre Trip, de Three.

## Recepción
En 2009, IGN clasificó a Trip como el 21º mejor personaje de Star Trek. 
En 2017, Screen Rant clasificó a Trip como la decimotercera persona más atractiva en el universo de Star Trek. 
En 2018, TheWrap clasificó a Trip Tucker como el decimosexto mejor personaje principal del reparto de Star Trek en general.